# Babam ve Ailesi
Babam ve Ailesi (Angola/Moçambique: Segredos de Família) é uma telenovela turca, produzida pela Gold Film e exibida pelo Kanal D de 19 de setembro a 12 de dezembro de 2016, em 13 episódios, com direção de Nihat Durak.
Conta com as participações de Bülten Inal, Ayça Bingöl, Ceyda Düvenci, Caner Şahin, Sera Kutlubey, Sercan Badur e Doğa Zeynep Doğuşlu.

## Enredo
Kemal um renomado homem de negócios que vive uma vida invejável em Istambul, junto de sua esposa Suzan e dos filhos Mert e Cicek, aos quais ele ama muito. Suzan, por sua vez, acredita viver um casamento de 20 anos que não podia ser mais perfeito, ao lado dos dois filhos e do marido dedicado por quem é perdidamente apaixonada. Entretanto, a aparente tranquilidade em que vive essa família é inesperadamente abalada após uma tragédia que irá mostrar que até o mais perfeito dos casamentos esconde segredos que preferíamos não descobrir. Um acidente leva Mert para uma cama de hospital e um transplante de rim é tudo o que pode salvar a sua vida. Sem os pais compatíveis, chega o momento de Kemal admitir que tem outra família e mais dois filhos, os quais podem ser a única salvação para Mert.

## Elenco
- Ayça Bingöl como Nilgün Kayalar
- Bülent İnal como Kemal İpekçi
- Ceyda Düvenci como Suzan İpekçi
- Erdem Akakçe como Fadıl Kayalar
- Sercan Badur como Mert İpekçi
- Caner Şahin como Kadir Kayalar
- Sera Kutlubey como Hasret Kayalar
- Emel Göksu como Macide İpekçi
- Eva Dedova como Ece
- Doğa Zeynep Doğuşlu como Çiçek İpekçi
- Kubilay Karslıoğlu como Ahmet
- Fulya Ülvan como Filiz
- Sezin Bozacı como Emine
- Hakan Altuntaş como Rıza
- Ecem Simge Yurdatapan como Yelda
- Can Albayrak como İbo
- İlker Özer como Kerim
- Emre Başer como Orhan
- Kosta Kortidis como Arif

## Transmissão em países lusófonos
A trama turca foi exibida em Angola e Moçambique pelo canal de televisão por assinatura Zap Novelas entre 15 de setembro a 8 de novembro de 2019, substituindo Amo Despertar Contigo e sendo substituída por Terras Selvagens.